# 信箱

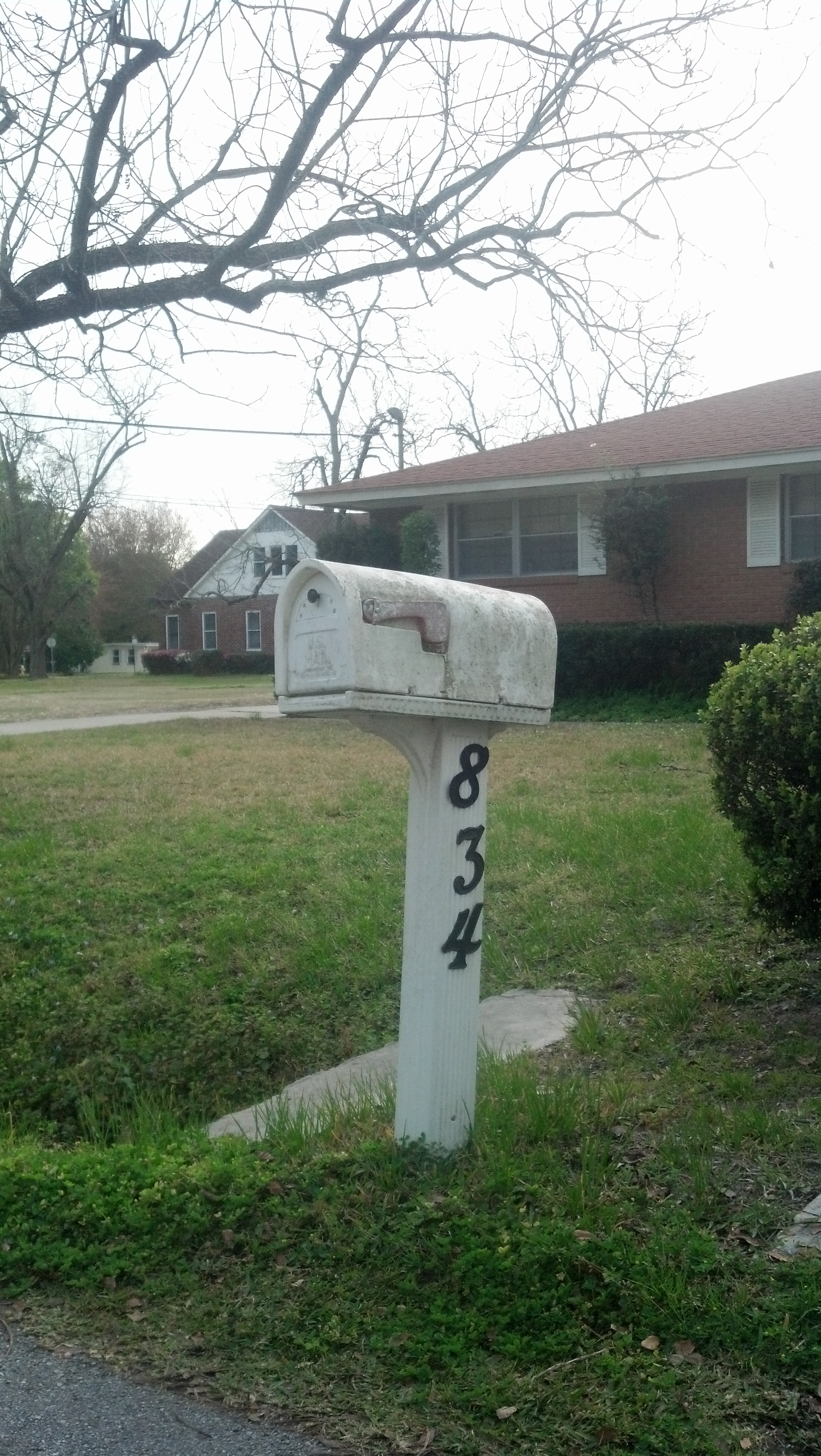
美国佛罗里达州的一个塑料信箱

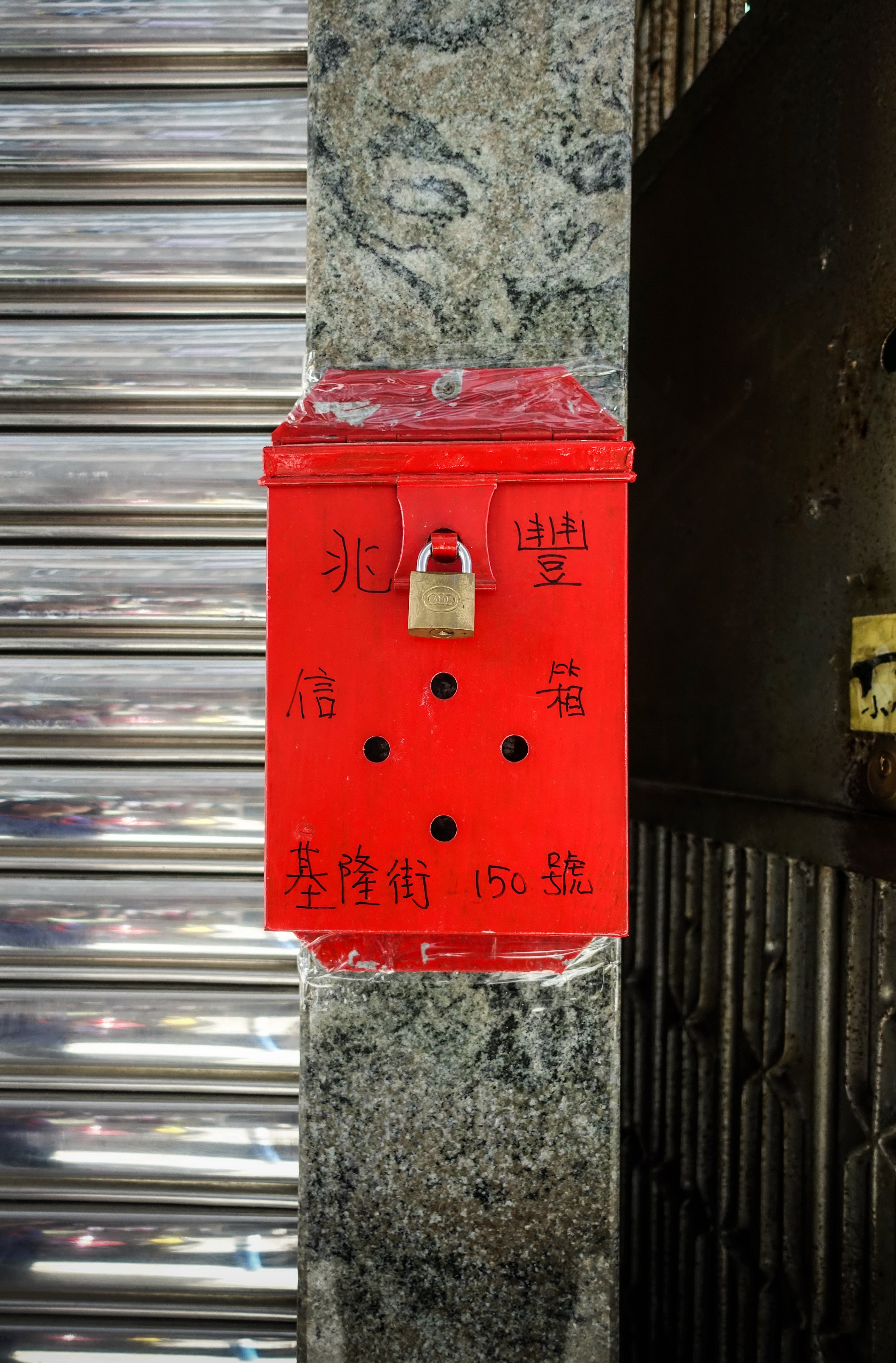
香港一個傳統鐵製信箱，位於基隆街

信箱是收信人的用来收信私人設施。通常放置於房屋入口，方便郵差派信。
信件送來，收件者因為外出或者忙碌著其他，無閒親身接收，只有由信箱代勞，待收件人有空才開信箱，一次過收集及拆閱、處理來信。

## 国家地区

### 中国

#### 类型
信箱分为普通信报箱和智能信报箱。

## 相關
- 郵袋
- 郵局
- 郵票